# Бароцци, Серафино
Серафино Лодовико Бароцци (итал. Serafino Lodovico Barozzi; ? — 1810, Болонья) — итальянский живописец-декоратор. Вместе с братом Джоаккино работал в Санкт-Петербурге, писал фрески и панно в Зимнем дворце и в Китайском дворце в Ораниенбауме.

## Биография
Биографических сведений о братьях Бароцци сохранилось очень мало. Ни дата, ни место их рождения в точности неизвестны. Возможно, они происходят из Болоньи. Серафино Бароцци, вероятно, стал заниматься живописью под влиянием старшего брата Джоаккино и, по косвенным данным, оба брата учились у Джованни Дзанарди (1700—1769), живописца-декоратора, работавшего в Болонье. Первые известия о Серафино Бароцци относятся к его деятельности в России, куда он отправился со своим братом около 1762 года. Именно в этот год на российский трон взошла новая императрица Екатерина II, в том же году в Санкт-Петербурге по приглашению И. И. Шувалова росписи в столичном Зимнем дворце осуществлял итальянский живописец Стефано Торелли. Предполагается, что последний (либо архитектор Антонио Ринальди) порекомендовал Шувалову братьев Бароцци.
До 1764 года Серафино Бароцци писал плафоны и десюдепорты для интерьеров Зимнего дворца вместе с Дж. Валериани, А. Перезинотти, П. Градицци и А. Карбони.
В 1765—1768 годах Серафино Бароцци был занят на работах в пригородном дворце Ораниенбаума. Он осуществлял росписи в интерьерах Китайского дворца и павильона Катальной горки (постройки архитектора Антонио Ринальди). В «Передней» Китайского дворца С. Бароцци написал плафон «Аполлон и искусства» и создал орнаментальные росписи. Для Большого Китайского кабинета братья Бароцци создали плафон «Союз Европы и Азии». В павильоне «Катальная горка» Стефано Бароцци писал орнаментальные композиции Круглого зала, а также потолок и стены Фарфорового кабинета и даже «пол наподобие фарфора, покрыв его светлым лаком» (1767). По заключению Дж. А. Кючарианц, Серафино Бароцци «принадлежит ведущая роль в декоративном оформлении интерьеров и Китайского дворца и павильона Катальной горки».
Серафино Бароцци привнёс в русское искусство переходного периода от елизаветинского барочно-рокайльного стиля к раннему екатерининскому классицизму собственный рокайльный стиль, отчасти связанный с традициями венецианской школы Дж. Б. Тьеполо.
Художник покинул Россию в 1770 году и поселился в Болонье, где в том же году был назначен академиком Клементины. Он умер в Болонье в 1810 году.